# Акваметрия
Акваметрия (от лат. aqua — вода и греческого metréō — измерять) — ряд методов количественного определения содержания воды в различных веществах.

## Основное назначение
Уточнение содержания воды необходимо при контроле веществ на производстве или клинических испытаниях, например для проверки влажности компонентов процессов полимеризации, синтезе.
Методы позволяют определять количество воды, находящейся в различных состояниях (раствор, кристаллизация) и формах (абсорбированную, окклюдированную, гидратную).

## Основные методы

### Реактив Фишера

_{Аппарат Дина-Старка}

Реактив и его титриметрические модификаций с точки зрения условий стехиометрии срабатывают только в присутствии воды. Метод выдаёт надежные результаты при определении H2O в диапазоне от 5 до 100 % от вещества. Обычно применяется в метрологии для калибровки сопутствующих методов определения воды. При определении не менее 0,01 грамма навеску исследуемого объекта высушивают в термостате при 100—105°С — о количестве воды судят по уменьшению массы навески.

### Метод Дина и Старка
В случае содержания 0,3-8,0 г воды в образце существует возможность выделить последнюю органическим растворителем (бензол, толуол, ксилол) и измерить при помощи аппарата Дина-Старка.